# ICE-3列車
ICE-3列车（德語：ICE 3）是德国铁路ICE高速列车家族中的一个电力动车组类别。伴随着最高速度可达330公里/小时的适航许可证，它们成为德国运行速度最快的动车组。在常规运营中，列车于德国境内的定期服务可达300公里/小时，于法国境内则为320公里/小时。每列全长200.8米的动车组共由八节车厢构成，自2000年7月起投入载客运营。
在全部67组ICE-3列车中，有50组为单电压的403型，它们可在德国国内及邻近的巴塞尔巴登车站之间运行；17组（包括荷兰铁路持有4组）为兼容多电压的406型（ICE-3M），可以前往荷兰及比利时；6组406型又在2007年改造为406F型（ICE-3MF），以满足法国的跨境运输需求。此外，德国铁路在2008年订购的407型动车组（Velaro D）也作为“新ICE-3列车”而被纳入ICE-3类别。所有ICE-3列车在企业内部都统称为ICE-W（W代表涡流制动）。

## 历史

### 技术构思
全新的ICE-3列车概念是根据欧洲的兼容性指标和技术规定进行开发的。它要求列车的运营最高时速为300公里/小时（对应提升60%的加速功率）、静态轴重为17吨以及最大编组长度为400米，同时车辆的宽度也需要根据UIC 505-1号标准进行缩减。最初的设想是在单组ICE-2列车的基础上提供2节动车及6节拖车的编组配置，但这种变体需要加装一台额外的助推器（其中一节中部动车没有驾驶室），从而导致较低的经济性及复杂的技术性。至1994年初，ICE-3决定放弃既有的动力集中式概念，转而开发为动力分散式列车。这一构思是由包括德国铁路在内的业界所提供。
在早期的规划中，还包括开发一款三电压版本405型，以及一款双电压制式的版本404型。

### 订购
德国铁路在1994年向业界共订购了50组新式ICE-3型高速列车。其中13组列车将被用于跨境运输。首批出厂的4组列车则应自1997年12月的运行图调整起，在法兰克福、科隆和阿姆斯特丹间投入服务
。37组ICE-3和13组ICE-3M的购置费用最初为16亿德国马克，后来则上升至19亿德国马克。此外，这还包括另外50组列车的选择权。1999年3月16日，当局在德绍决定动用选择权增加订购14组列车。该选择权的其余部分则失效。
1995年9月，荷兰铁路与西门子交通集团签署了一份意向书，以购买6组ICE高速列车。这批总价值为2.1亿德国马克的列车应该自1996年1月起生产，并在1998年底交付。意向书也包括购买更多列车的选择权。其后共有4组列车被落实订购及交付。
在早期的规划阶段至大约1996年年中，列车由于合同法规定而被称为ICE-2.2（另有来源称为ICE-2/2）。ICE-2.2的称谓是基于这样一个事实：ICE-3列车的供货合同是根据ICE-2列车的供货合同转变而来，它动用了73组ICE-2列车的额外选择权。虽然第三代ICE技术与第二代ICE完全不同，但ICE-2.2的称谓还是被联系在ICE-2列车的合同文件中。
这些动车组均由“ICE-2工作组”建造，这是一个以庞巴迪运输和西门子交通集团为首组成的制造商联盟。其中杜塞尔多夫车辆厂（今属西门子）、Adtranz（今属庞巴迪）、庞巴迪和阿尔斯通负责生产车身；西门子及Adtranz则负责供应电气设备。西门子本身持有的份额约为20%至25%，并拥有另外50辆八节编组列车选项的生产权。
奥地利联邦铁路也曾经（于2005年）考虑订购ICE-3列车。

### 设计

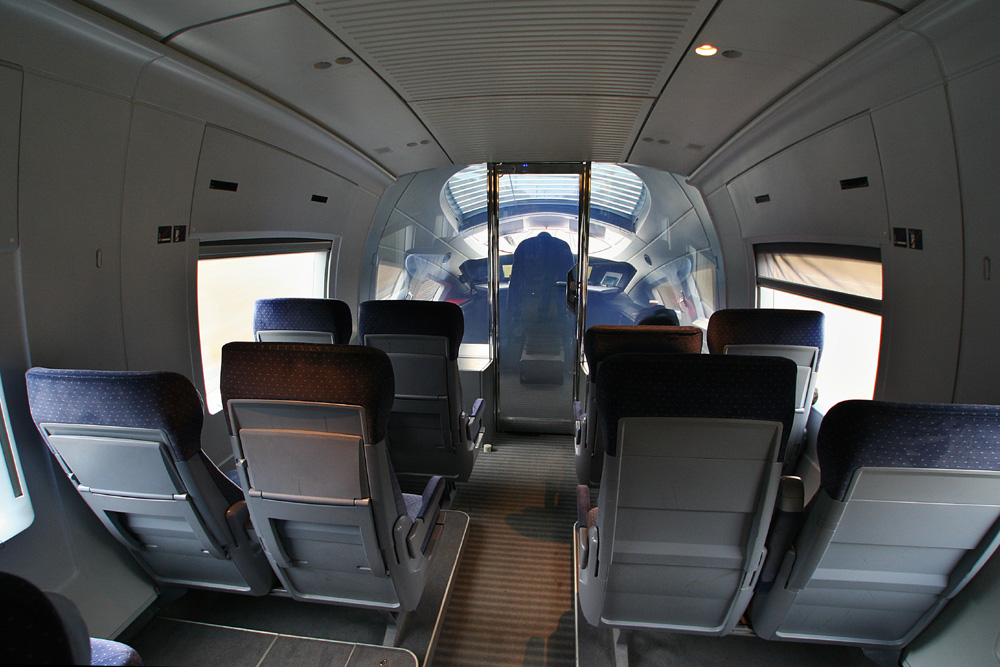
ICE-3端部车厢的全景隔间（此为二等休息室），其与驾驶室的隔板为透明状态

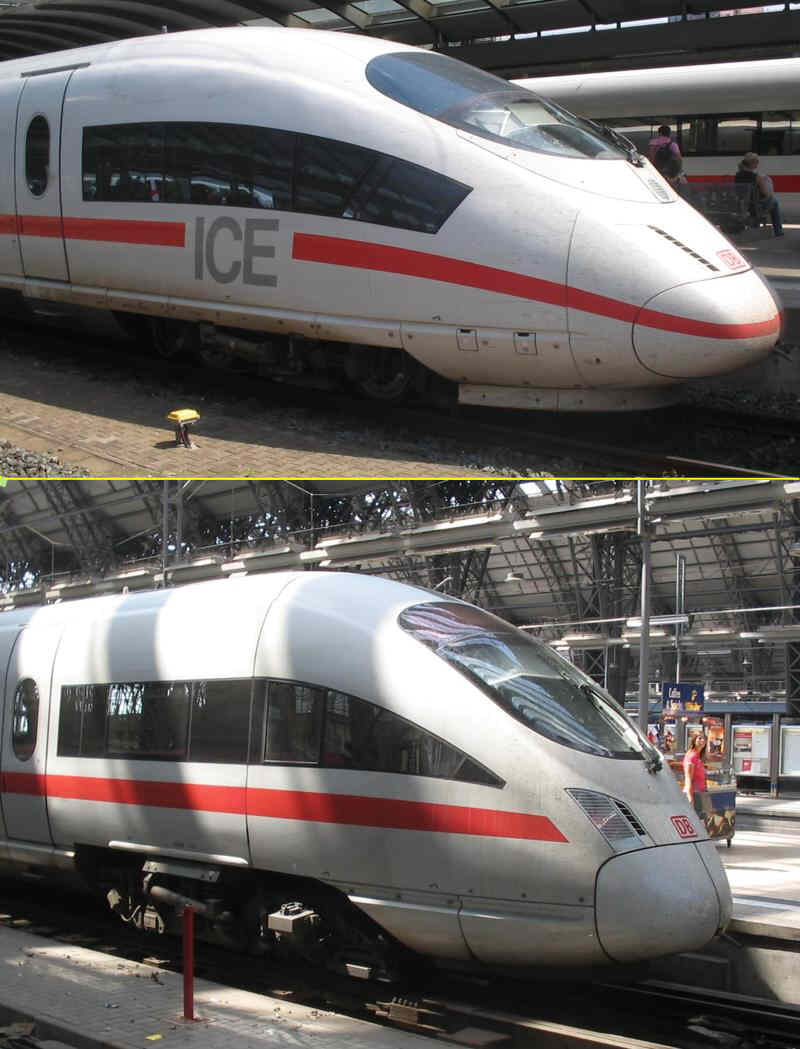
ICE特有的设计元素：流线型前脸、镜面带形窗、白底红纹。由于设计类似，ICE-3（上图）及ICE-T（下图）极易混淆

ICE-3列车的外型设计是通过一个设计比赛后被确定为与ICE-T列车相同的样式，这是由于ICE-T的构思应该很容易适应ICE-3列车。设计公司宾尼法利纳（都灵）、美国设计工作室（洛杉矶）和诺伊麦斯特（慕尼黑）都受到德国铁路的邀请，参加了在1994年秋天举行的这次设计比赛，并在五周内提交了设计方案。德国车辆制造及另一家设计公司则是在比赛过程中主动要求参与。除了精密的设计草图，它们还被要求制定一个1:10比例的内部模型。
ICE-3列车与ICE-T列车应该采用统一的设计。1994年9月，德国铁路在对受邀设计师的简报中强调，新的列车应该“在技术上取得进步并具有明显的新世代车辆特征”，它应当“能够完全反映面向未来的形态。同时需要高于当前的国内及国际标准，因为这些列车的使用重点是在第三个千禧年”。
相比以往的ICE世代，德国铁路给予了设计师们一份精简的框架限制（因而在很大程度上可以放开手脚设计）。因为前者已经意识到，为了强化运输工具在竞争中的地位，它们需要面向客户的需求及自身的独特之处塑造出清晰的设计。这些设计在德国铁路及业界进行内部评估后，于1994年12月提交德国铁路的董事会作出决策。
两款动车组的形态设计最终被确定采纳由亚历山大·诺伊麦斯特团队主导的方案。只有驾驶室、旅客信息系统（西门子设计，并与诺伊麦斯特进行协调）和座椅（美国设计工作室）是由其它公司所设计。餐车的设计最初也由西门子拟定。但在未能获得德国铁路董事会的采纳后，诺伊麦斯特团队遂于短时间内开发出新的设计。

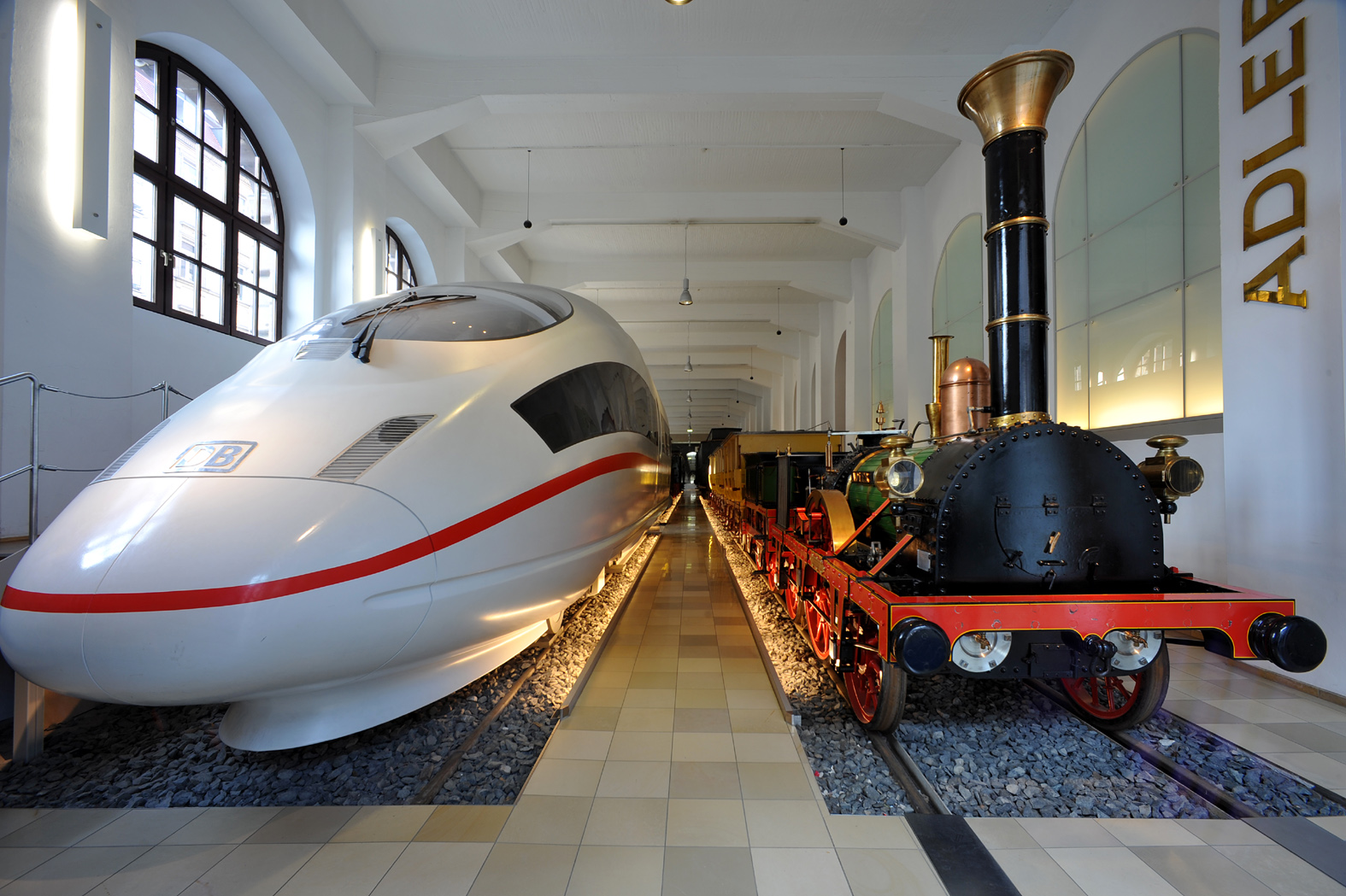
前部实物模型（左）如今陈列于纽伦堡德国铁路博物馆，与鹰型蒸汽机车为邻

ICE-3列车的设计理念与ICE-T列车平行。其外部及内部设计与20世纪90年代初期至中期投入服务的ICE-1列车及ICE-2列车有着显著差异。然而，其连续性的、镜面化的带形窗及特有的涂装（白色底漆、红色条纹）则依然保留了ICE家族惯有的设计元素。
至1995年上半年，比赛的设计得到了进一步的发展和完善。在平面图和设计要素完成后，两个个两公尺高的外观模型和一个1:20比例的内部模型就被建立及呈现出来。随后，一个价值数百万德国马克的原始大小实物模型也开始耗时三个月进行建造。这个1:1比例的（静态）模型包含一节端部车厢及一节餐车车厢，它们是在西门子利多富的波英工厂创建，并连同一个ICE-T列车模型一起发布及提交德国铁路董事会。经过阐述过百项的细节、维护和生产问题以及测试后，细节和生产规划得到确定。该实物模型在慕尼黑维修车间停留了近一年的时间，主要被用作客户调查。至1996年初，再有三个进行了技术优化的车厢模型按1:20至1:10的比例被建造。
在落实阶段，ICE-3列车及ICE-T列车特有的内饰设计元素包括有采用喷砂、半透明的玻璃行李架，以及大量来自榉木的面板以及镀铬、石材及皮革的应用。
诺伊麦斯特在比赛设计中还进行了多项内饰的创新探索，但都未能实现。这些措施包括可大范围旋转的座椅、不同的休息室概念，以及基于光导纤维技术、可在昼夜之间进行颜色变换的室内照明灯等等。在最初的計畫，列车为完全的开放空间配置，但在设计改进的过程中，德国铁路在一等车厢内增加了隔间配置。ICE-3列车的座席数量与ICE-2列车相比也有轻微的变化。
ICE-3列车的设计被授予了德国联邦产品设计奖。端部车厢实体模型的前面部分如今陈列于纽伦堡德国铁路博物馆。2006年，德国邮政还发行了一枚ICE-3列车题材的邮票。

### 开始运转
首列ICE-3列车于1998年10月在慕尼黑福赖曼维修车间的滚动试验台进行了滚动试验。其部分车厢（编号为406 001/002/003号的三节车厢）是于同年10月底在柏林举行的欧洲铁路速度会议上正式亮相。

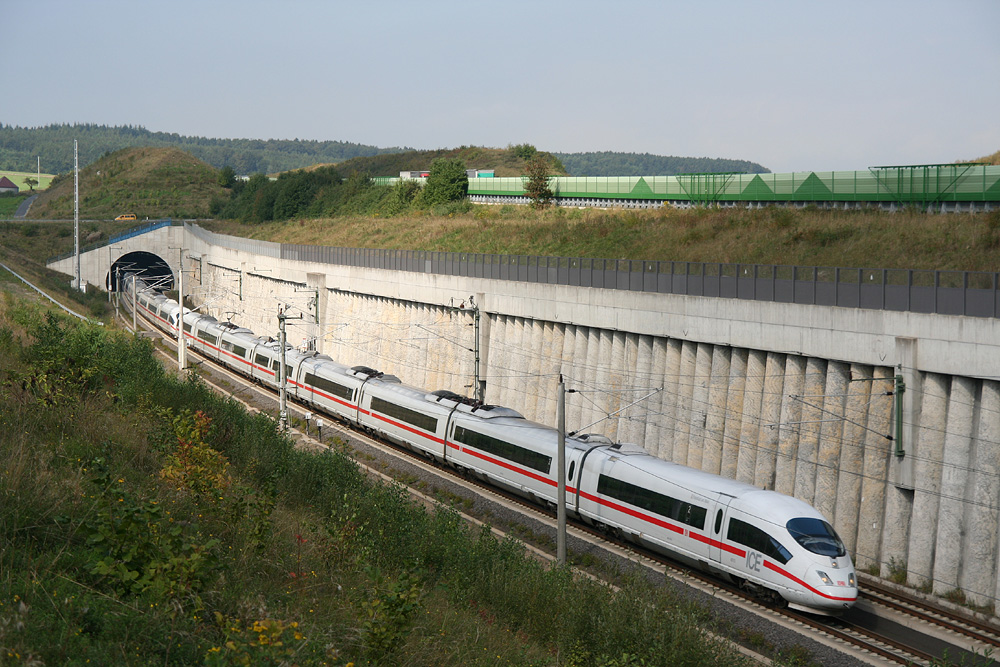
两组重联运行的ICE-3列车行驶于科隆－莱茵/美因高速铁路的蒙塔鲍尔附近

自1998年12月起，首列8节编组的ICE-3列车开始入驻韦格贝格-韦尔登拉特试验中心，并于1999年进行了调试。1999年2月1日，301号动车组率先完成了自主运行，其中包括在高速范围内的运行。1999年3月，荷兰铁路的首列两节端部车厢也进入试验中心。
1999年7月9日，ICE-3列车的首次展出仪式同样在韦登拉特举行。1999年中期，分别配属德国铁路和荷兰铁路的两组列车开始在德国的线路中运行。1999年8月上旬，再有一组列车开始在荷兰的线路中进行适航验证运行。人员的培训运行于2000年3月及4月完成，同年5月则进行了搭载员工的测试。
2000年5月23日，首列ICE-3列车在鲁梅尔斯堡的ICE工厂面向专业媒体展出。ICE-3工作组代表象征性的向德国铁路前CEO哈特穆特·梅多恩移交了列车钥匙（303号动车组）。在为新闻记者进行的展示运行中，列车获得临时授权达到了307公里/小时的最高速度。
至2000年5月底，已有14列403型或406型动车组可以开始载客运行。它们最初获得了最高时速分别为250公里/小时（新造高速线）、200公里/小时（以LZB于普速线）或160公里/小时（无LZB）的适航许可证。其首次载客运行是在2000年6月1日至10月31日期间，作为2000年世界博览会的“世博快车（Expo-Express）”使用。当时有1组ICE-3M列车专门在阿姆斯特丹经奥斯纳布吕克至汉诺威之间运行。首批交付使用的是8组ICE-3列车和3组ICE-3M列车。这些列车的最高速度最初通常被限制在200公里/小时，只有在涡流制动生效的部分路段可以达到更高的速度。
自2000年10月起，已有23组ICE-3列车和6组ICE-3M列车可供使用。2000年11月5日，它们开始在慕尼黑－汉堡/不来梅的线路中使用（慕尼黑－汉诺威区间重联运行，之后再分离各自前往汉堡或不来梅）。同时它们已被纳入荷兰的定期服务。其中在阿姆斯特丹及科隆之间开行有每两小时一班的列车，另有一班列车从法兰克福到发。这原本是由欧城列车担当的交路，但自10月24日起，ICE-3M列车已完全接管了这项服务。在投入服务的前几个月中，列车实现了平稳运营，然而由于假定的侧风敏感性，列车在许多线路中的最高速度仍被限制为200公里/小时。在列车投入服务的第一年，列车没有发生重大异常。
2000年，列车还在汉诺威－柏林高速铁路进行的另一次试运行中达到368公里/小时的最高速度，从而创造了新的軌道車輛速度紀錄。至2000年12月的运行图调整中，所订购的列车已有约三分之二投入服务。而在2001年8月，所有ICE-3M列车均已完成交付。
为了获得330公里/小时的适航许可证，ICE-3列车于2001年9月3日在加尔德莱根附近（汉诺威－柏林高速铁路）的一次轨道测试中又达到367公里/小时的最高速度。基于测试中所得到的测量数据，德国联邦铁路局决定在2002年以前向列车颁发330公里/小时的适航许可证，同时列车运营的最高限速也首次被提升至230公里/小时。而ICE-3M列车则已于2001年2月22日在柏林至沃尔夫斯堡区间达到了355公里/小时的最高速度。
为了获得在瑞士运行的适航证，一列ICE-3M动车组于2000年12月上旬前往当地进行测试。但涡流制动和紧急制动在瑞士境内均不提供使用。于2001年5月1日至15日期间，ICE-3列车的制造商联盟代表又在当地进行了更多用于技术审批的测试运行。此外，列车还前往圣哥达山口的南坡进行测试。在格劳霍尔茨隧道内，列车的最高速度首次超过了200公里/小时。2001年底，列车又分别在瑞士、比利时和法国进行了适航试验。六个月后，瑞士对其颁发了适航许可证。然而，将列车原有的自动列车保护装置转换为当地要求的歐洲列車控制系統（ETCS）的计划由于成本原因而未實施，因此这项适航证最终也未及使用。
在新造线路科隆－莱茵/美因高速铁路通车前的筹备阶段，列车还曾于2001年8月底在坡度陡峭的埃尔克拉特-霍赫达尔坡道进行了拖曳测试及重联测试。自2002年1月起，ICE-3列车获得了可在科隆－莱茵/美因高速铁路运行的线路适航许可证。

### 内部改造（2002年）
ICE-3（M）列车最初是由4节二等车厢和3节一等车厢组成，并通过1节餐车分隔。403型和406型动车组分别提供416个（一等车厢141席）和404个座席，其中两者均包含24个餐车座席。2002年初，列车在代利奇和哈根的中修车间进行了内饰改造。这项改造是鉴于列车在科隆-莱茵/美因高速铁路即将通车便已表明，一等的席位数量过多，而二等的席位数量则设置得太少。
在这项改造中，紧邻餐车的26/36号中部车厢（一等席别）被转换为二等车厢；但该车厢的三个隔间获得了保留，因此二等车厢也首次有隔间可用。作为转换的一部分，座位间距（开放空间）也从971毫米缩减至920毫米。列车的座席数量从而被增至441个（403型）和431个（406型）。另有来源表明每组列车（403型）的座席数量是由416个增加至454个——其中一等车厢的座席数量由141个减少为98个，二等车厢的座席数量则由250个增加至356个。从而使靠窗的座席也受到调整，一些靠窗座席会被设于壁板边上。
完成改造后，儿童隔间取消了玩耍墙和玩具车空间，其隔间被重新标识为“多功能区（Multifunktionsabteil）”。而餐车空间则遭到广泛批评，因为餐厅区域被替换为吧台的样式和12个固定的乘客座席。但这是作为新餐饮概念的一部分所应该付諸實行的，自科隆-莱茵/美因高速铁路开通后，通过加强送餐到座服务，餐厅服务已逐渐被取代。随着更多的新线路开通，德国铁路还计划将这一概念拓展至其它的ICE列车上。

### 其它运转

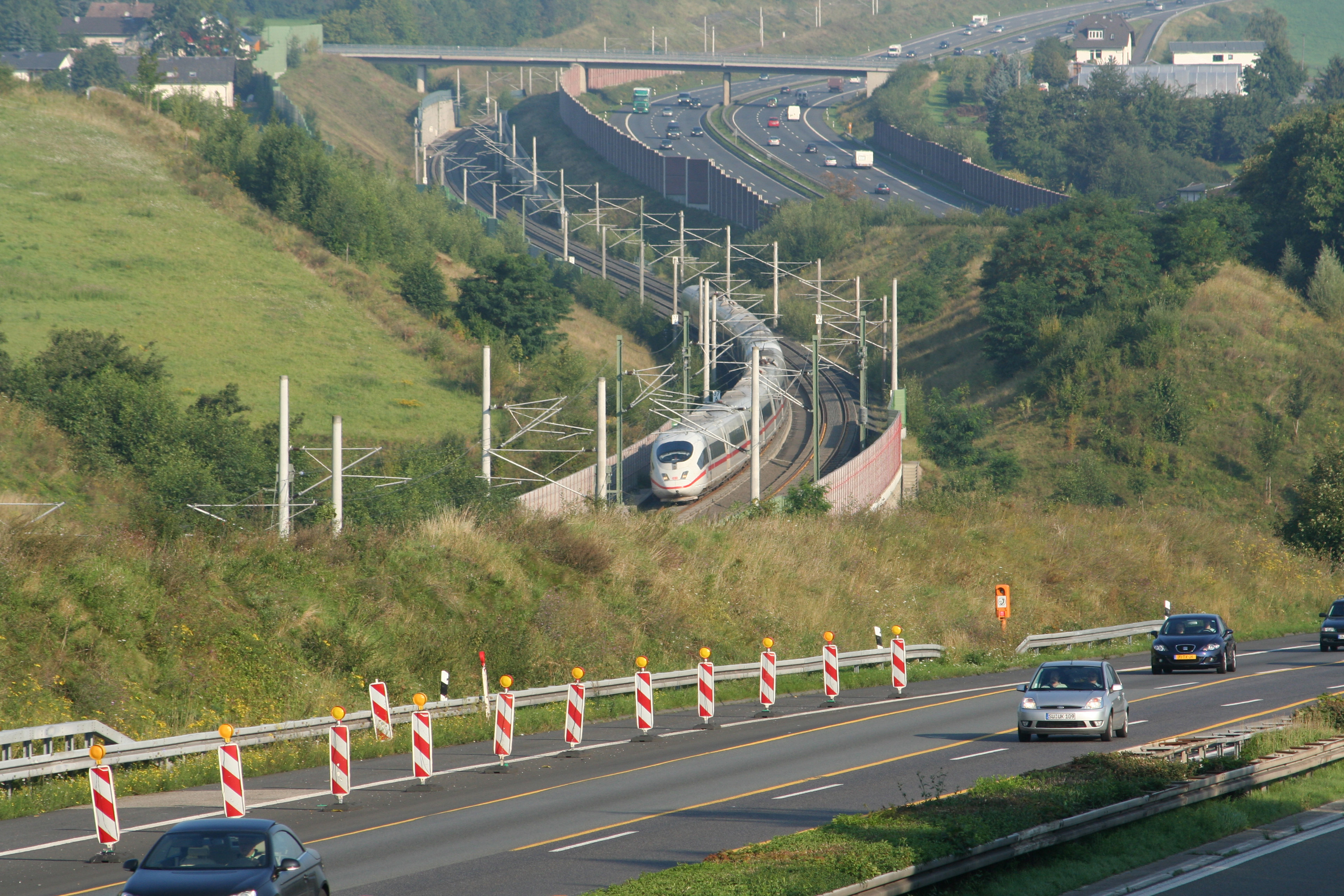
与德国3号高速公路平行的科隆－莱茵/美因高速铁路是如今ICE-3列车最主要的运用地点

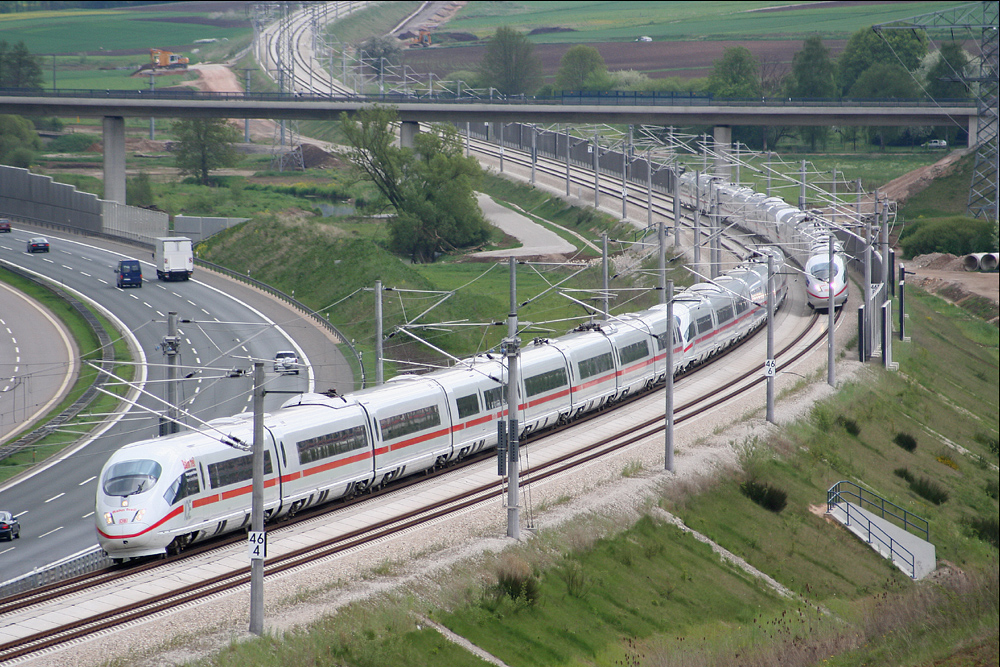
两列同向运行的重联ICE-3正担当纽伦堡－因戈尔施塔特高速铁路的通车首航，驶向纽伦堡

自2001年10月起，列车开始在新造的科隆-莱茵/美因高速铁路上进行（无载客）试运行。在后者正式通车当日，共有2列重联编组的ICE-3列车（328/331号及307/302号动车组）在双向同时开行。从2002年8月1日至2002年12月14日期间，共有8组ICE-3列车被用于科隆至法兰克福之间的定期往返服务。在新造线路上，ICE-3列车首次在客运服务中达到300公里/小时的最高速度，其余的ICE列车也被批准以280公里/小时的最高速度运行。
为了改善列车在侧风时的运行性能，所有单电压列车的端部车厢都于2002年下半年加装了重量为1,550千克的底板压载物。随着被完全纳入新造线路的运用计划，自2002年12月15日起，ICE-3列车开始撤出慕尼黑－汉堡/不来梅的南北轴线服务。在新造线路上，列车服务开始出现大量的技术问题而导致延误和取消。因此，所有由庞巴迪运输供应的牵引电动机必须进行修改。同时，由于涡流制动在线路上摩擦所导致的绝缘体脱落，使得水份可以渗透至线圈，从而导致短路。在德国铁路的公报中，列车诊断系统每日累计发送的两个最高级别故障最高可达700项。据媒体报道，列车用作重联运行的连接器也反复出现问题。此外，列车在过渡到比利时3千伏电网时也不时会出现问题。在2003年夏天，列车的空调系统被证明过弱，并会导致大量的过载故障。自2004年3月底，列车开始进行设备转换，其外部加装了一个明显的顶罩，它应该可阻挡暖湿气流的侵入。
至2002年12月15日的运行图调整中，ICE-3列车被全面投入新造线路科隆-莱茵/美因高速铁路的运营。有33列403型动车组和11列406型动车组平均每日在七条线路执行112个班次服务。这些动车组的平均里程达到每年约50万公里。据制造商介绍，这是除了前两个世代的ICE列车外，所有高速列车的最高年里程数。在2003年突然出现的多项技术问题也主要是由于列车的高强度运行而导致的。截至2003年10月底，ICE-3列车的运行总里程达到4,600万公里。
至2003年12月14日的运行图调整中，通过进一步的加密服务，ICE-3列车的定期运行年里程数被增加至55万公里。它由此也达到了ICE列车家族的最高峰值。对于2004年，列车的行驶里程预期还将继续增加。
2004年12月21日，时任德国总理的格哈特·施羅德与俄罗斯总统普京共同乘坐ICE-3列车由多特蒙德前往杜塞尔多夫。双方同时在车上签署了俄罗斯铁路订购60组Velaro RUS列车的意向协议。至2004年底，ICE-3列车的运行总里程达到约7,000万公里，单组列车的运营里程最高也达180万公里。
2005年夏天，由于损耗增加和其它原因，在城际快车41号线（纽伦堡－埃森）运营的部分ICE-3列车服务被暂时取消。2005年底，7组ICE-3列车率先成为搭载移动互联网接入设备的ICE列车。从这时起，所有用于国内运营（403型）的ICE-3列车均可使用这种设备，在部分线路通过WLAN技术访问互联网。
在2006年中期，一款新的连接头开始在ICE-3列车上进行测试。

### 轮轴问题
2008年7月9日，正执行ICE518次服务、由慕尼黑开往多特蒙德的一列ICE-3列车（Tz310，沃尔夫斯堡号）在驶离科隆中央车站时后不久于霍亨索伦桥前出轨，原因为轮轴断裂。列车是在轮对于枕木上发生异响后通过紧急制动而陷入停滞状态。无人在事故中受伤，乘客可以通过列尾的车门返回车站月台。据乘客反映，列车所发出的异响早在进入科隆之前便已听见，而在驶出科隆后，动车组的两节车厢即发生分离。
由于面临安全危险，联邦铁路局于2008年7月10日下令，所有ICE-3列车必须在当天的运行结束后退出服务，其中运行里程超过6万公里的轮轴需要进行超音波探伤检查。而采用34CrNiMo6型合金钢轮轴的例行超音波检查周期也由原本的30万公里被缩短为6万公里。所有67列动车组中共有61列受到影响。这也导致在随后的几天里，有过百班列车服务需要全部或部分由备用列车替换。
根据德国联邦材料研究中心在2009年公布的一项报告中表明，轮轴断裂可能是由于材料污染所造成。法特洛斯拉夫·格鲁比西奇（Vatroslav Grubisic），一位车辆部件的评估专家，曾在轮轴断裂事故前警告称，ICE-TD列车的轮轴存在设计缺陷。然而，其考量的因素是轮轴尺寸，这在业界仍存在较大的争议。
2008年10月，在一列ICE-T列车的类似轴承上发现了2毫米深的裂缝后，联邦铁路局将轮轴检查的周期间隔进一步缩减至3万公里。这也使得ICE-3列车的循环运转受到限制，并导致部分班次停运。从这时起，所有ICE-3列车的全部32个轮轴都需要进行为期约20天的必要诊断，其中每列动车组将至少耗时16小时以上。
由德国铁路、西门子、阿尔斯通和庞巴迪组成的一个工作组开始在2009年初提供技术解决方案。最初预计对轮轴进行完全更换的费用将高达千万欧元。新轴承的交货期约为6个月，安装则可在一年至一年半的时间内完成。然而，第二批次生产的ICE-3列车迄今没有遇到轮轴问题。德国铁路在2009年初认为所有轮轴都有必要完全更换。但相关制造商则为此感到担忧。2009年6月，德国铁路CEO顾儒伯估计，由ICE-3列车及ICE-T列车的轮轴问题造成的损失高达2.5亿欧元，并宣布将对制造商西门子、庞巴迪和阿尔斯通提起损失赔偿诉讼。但它们将首先进行协商；在适当情况下，对德国铁路的新购产品提供折扣优惠也可作为一项解决方案。西门子认为赔偿损失没有任何依据，因为轴承均是按照相关标准生产，并且通过了德国铁路的验收。庞巴迪也同样认为赔偿损失毫无根据。
2009年10月12日，德国铁路宣布与西门子及庞巴迪达成协议。因此，应该开发及测试一款采用材质为25CrMo4型的合金钢作为新轮轴使用。它们在通过验收后将被用于更换所有ICE-3列车现有的约1,200副轮轴。据媒体报道，制造商的重置成本有所上涨（预计为8,400万欧元）。首副轮轴会在2010年底前完成验收，批量生产则在2011年进行。德国铁路在2012年中期预计，全部新轮轴应该可以在同年第三季度启动更换工作。因此在2012年12月的运行图调整中，应该有10组列车完成更换，所有更换工作则应在2014年底完成。同时超声波检测的周期间隔也应该再次由3万公里提高至24万公里。由于验收程序的延误，原定于2011年开始的更换工作未能进行。同时基于缺乏安全证明，置换计划将不会在2012年3月前启动。
至2012年2月，新轴承可供交付。而所有1,200副新轴承则于2013年初完成生产。由于较高的配重，联邦铁路局需要对其重新注册，并在每列动车组中进行试运行。德国铁路计划审批在2013年第一季度完成，置换工作则有望在2015年完成。然而最终审批直至2013年底才结束。据媒体报道，新轮轴的安装将自2014年初开始，并将持续两年半时间。

### 407型
德国铁路在2007年开始对更多的四电压制式（德国、法国、比利时，以及可选配瑞士）动车组进行招标，这些动车组需要满足最高速度达320公里/小时及提供至少420个座席的要求。最终，西门子以其8节编组的Velaro D列车赢得了订购合同。这些被定型为407型的动车组将会纳入ICE-3家族，并可用作前往法国、比利时以及德国本土的运营。
原定于2011年12月开始运转的计划被推迟了两年。16组列车也未能按照计划在2012年12月的运行图调整中投入服务，因为它们仍未通过联邦铁路局的审批。德国铁路在2013年底预计，列车在德国境内的定期运营不会在2014年第一季度前实现，完全的跨境运营可操作性也不会在2016年底实现。联邦铁路局直至2013年圣诞节前夕才为407型列车颁发了适航许可证。

### 重新设计
在德国铁路于2013年底完成对ICE-T列车的重新设计事项后，ICE-3列车也应在2015年底开始现代化更新。其中403型动车组应率先自2016年第一季度起配备新式座椅。在进行改造之前、最迟自2014年第四季度起，3家供应商将需要对两个席别中的最多70个座椅进行为期3到6个月的测试和市场调研。德国铁路同时也考虑将空调系统作为重新设计的一部分进行更换。

## 构造及内饰
全部67组ICE-3列车均由8节车厢所组成：

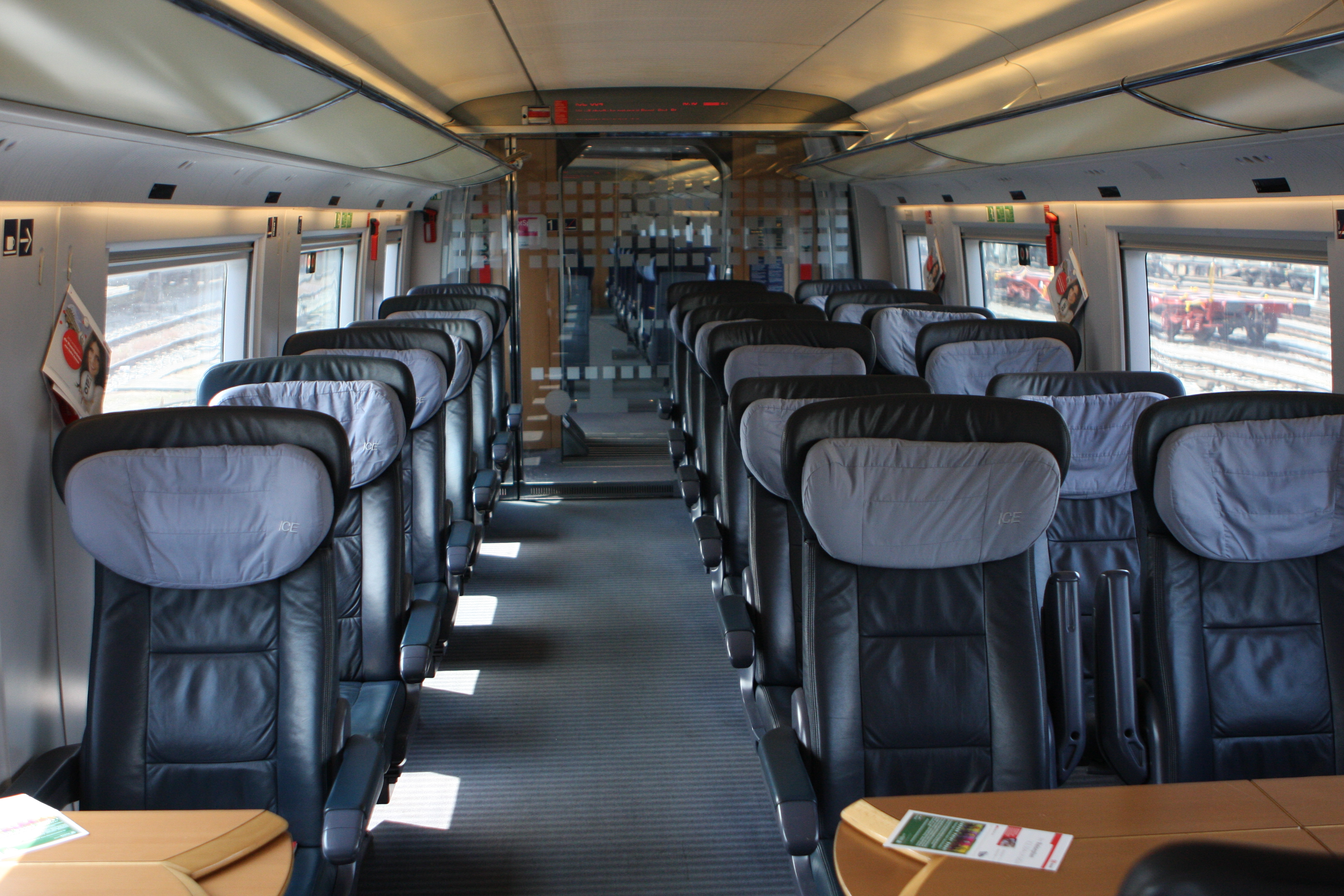
ICE-3列车一等车厢

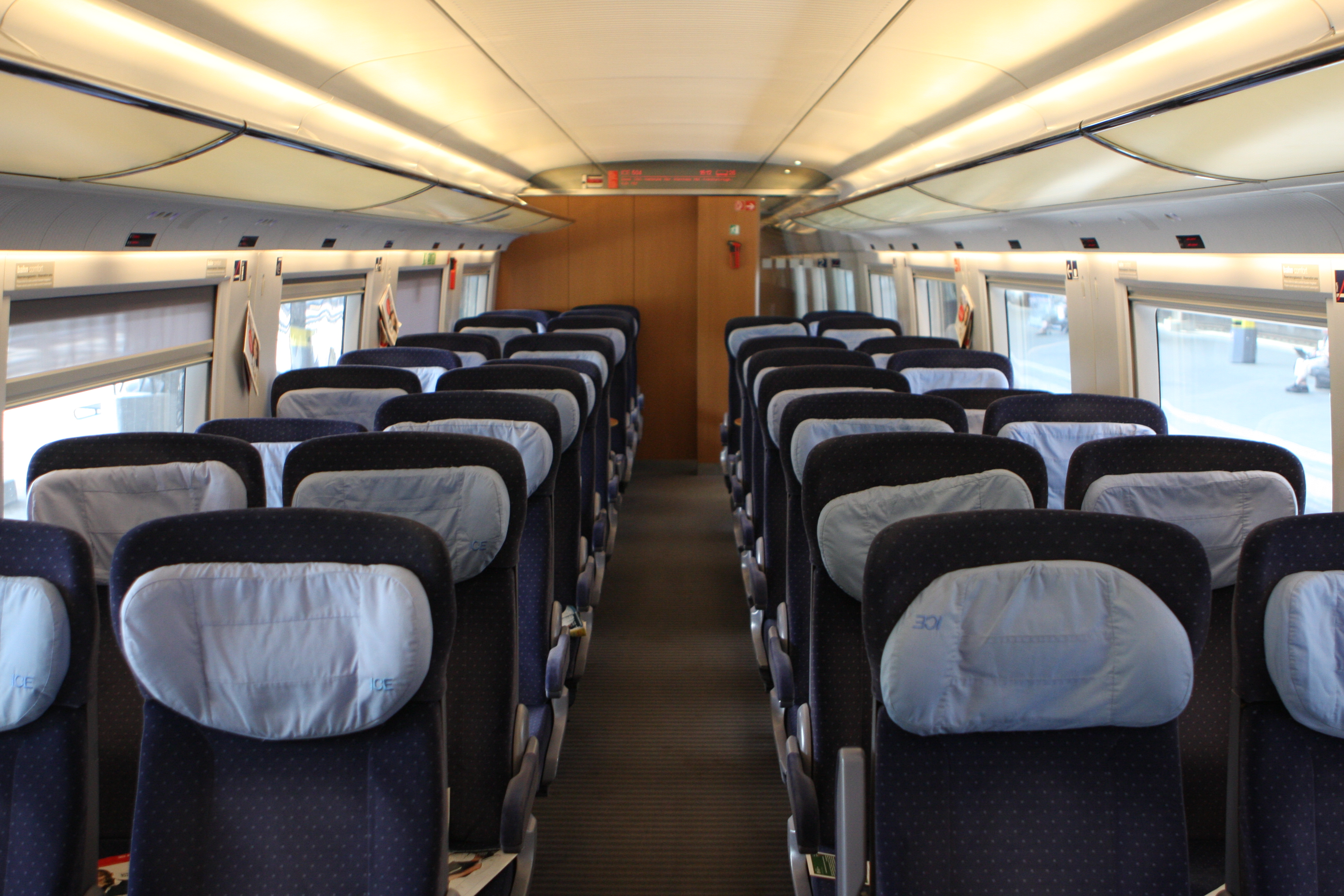
ICE-3列车二等车厢

- 设有一等开放座席及休息室的带动力端部车厢（29/39号，403.0/406.0型）
- 设有一等开放座席及3个隔间的无动力中部车厢（28/38号，403.1/406.1型）
- 设有二等开放座席及3个隔间的带动力中部车厢（27/37号，403.2/406.2型）——其于2002年以前为一等席别。在2006年至2007年交付的13组列车则为连续性的开放车厢。
- 设有座席、厨房、吧台以及乘务室、电话亭（后撤销）、员工厕所的无动力餐车车厢（26/36号，403.3/406.3型）。该车厢原提供的24席餐厅空间在2002年被改造为4个吧台及26个常规乘客座席。
- 设有二等开放座席、无障碍厕所及儿童区的无动力中部车厢（25/35号，403.8/406.8型）
- 设有二等开放座席的带动力中部车厢（23/33号，403.7/406.7型）
- 设有二等开放座席的无动力中部车厢（22/32号，403.6/406.6型）
- 设有二等开放座席及休息室的带动力端部车厢（21/31号，403.5/406.5型）

其净空限界在很大程度上与国际铁路联盟的标准相匹配。因此，这些车辆原则上可以在欧洲自由通行。端部车厢的长度为25,675毫米，中部车厢为24,775毫米。车厢的最大宽度则为2,950毫米，比UIC-505号标准的规定要多出23毫米。但这项超限尺寸已经获得邻国铁路部门的认可。列车开放空间的高度最大为2.25米，入口通道则高2.05米。
第一批次生产的ICE-3列车在交付时是提供带有餐厅及吧台的餐车车厢。其后通过引入一个新的餐饮概念，并加强座位送餐服务，餐厅区域被替换为12个常规座席及4个高脚吧台。第二批次生产的列车则在交付时便已配备这些设施。此外，第一批次列车在交付时还划分有两节吸烟车厢，但自2008年底起，德国铁路的所有列车均已全面禁烟。

## 技术
作为与ICE-T平行开发的车型，ICE-3列车代表了德国及欧洲高速铁路的一大技术飞跃。它们在是欧洲所有量产化的高速列车中，首次实现以下突破的车型：
- 所有传动组件被分布在多节车厢的底板之下（不含车头）
- 搭载涡流制动器
- 在端部车厢设有休息室，乘客可以“越过火车司机的肩部”瞭望列车运行前方及后方。

### 分散式动力

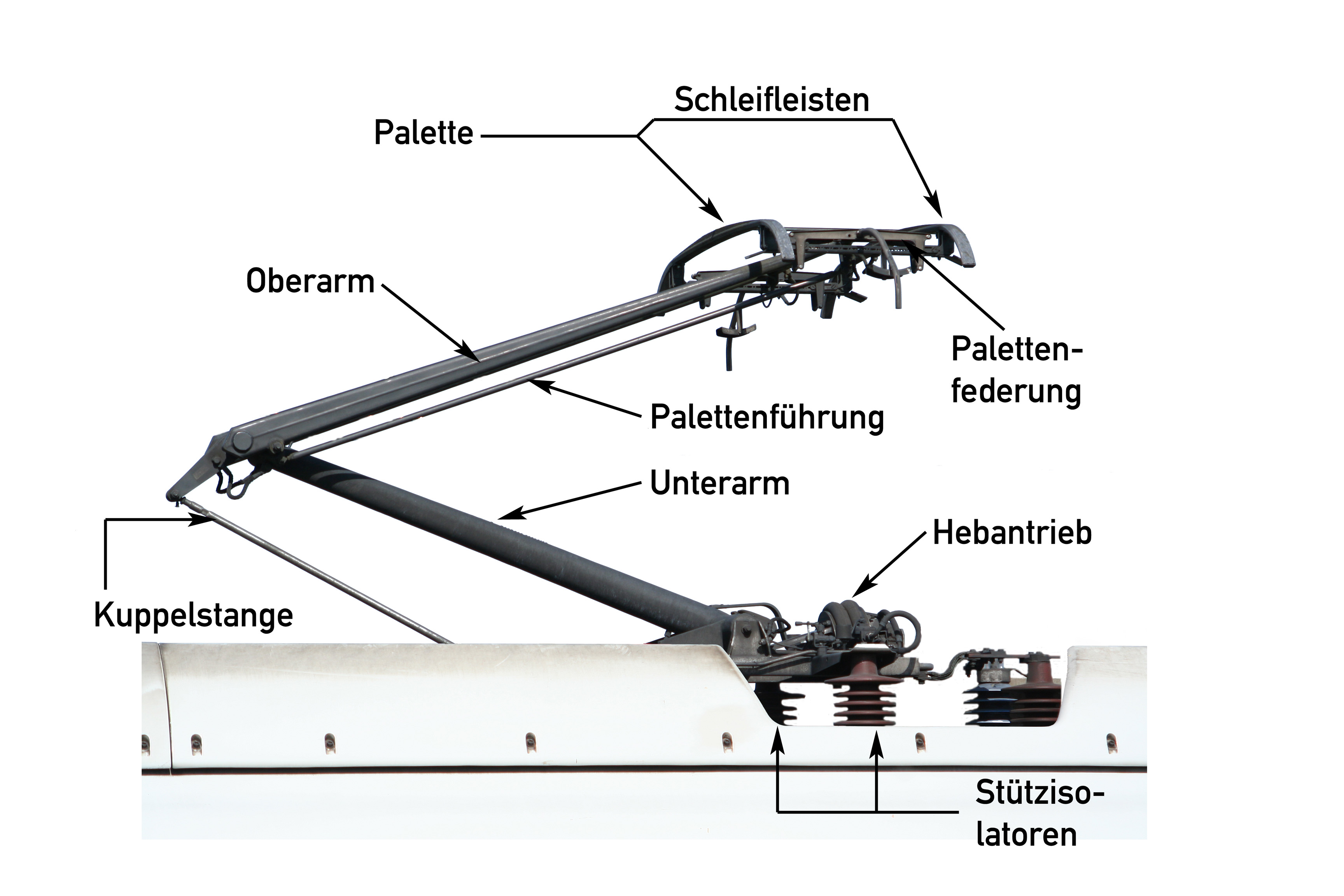
单电压ICE-3的受电弓

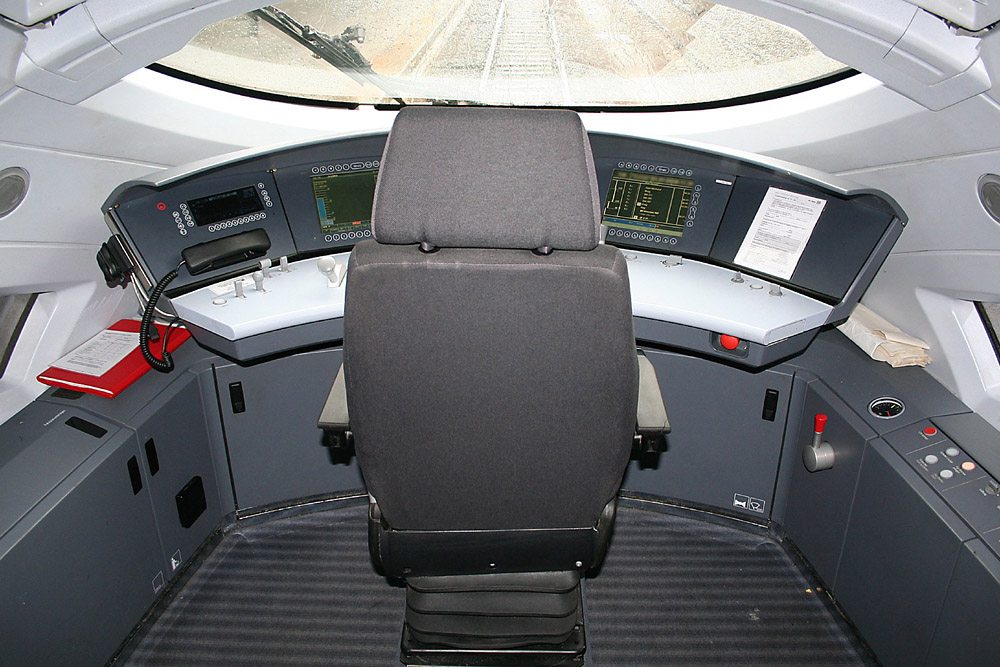
ICE-3的驾驶室

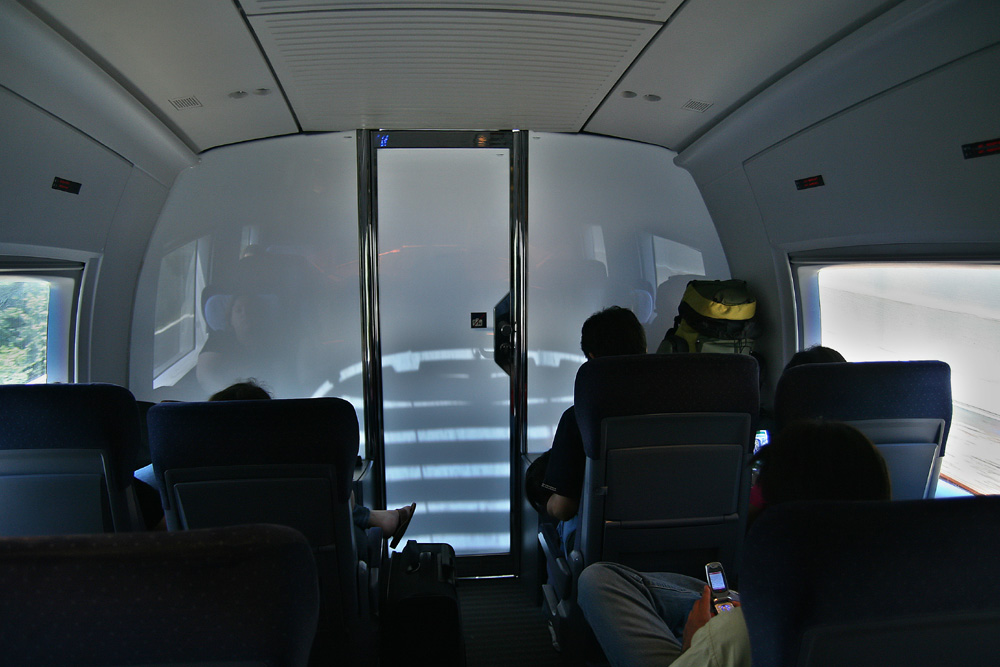
列车驾驶员可以通过一个按钮将驾驶室及休息室之间的隔板切换为非透明状态

相比较以往的ICE-1列车及ICE-2列车，ICE-3列车最主要的创新在于采用了动力分散式技术。几乎所有的电气设备都被安装在整组列车的客舱底部，并可以藉此省去动力集中式车头。8节车厢中的4节形成了一个密不可分的动力车组，它们包含有牵引电动机、牵引变频器及变压器。
2节无动力的中部车厢跟随动车组两端的各3节“牵引组”车厢被设置在编组中部。3节牵引组车厢则构成一个电气化单元。两侧牵引组车厢中间均设有一个无动力的变压器车厢，它们各搭载有一副受电弓及两副配备牵引电动机的转向架。两端的端部车厢则各设有一个驾驶室。单电压制式列车的两副受电弓被分别安装在2号及7号变压器车厢。多电压制式列车的受电弓则排列在4节车厢之上，同样为每节搭载一副。
动力车厢通过各自功率为500千瓦、重750千克的牵引电动机实现驱动，其转数为4,100转/分钟，预计使用里程可达230万公里。随着每列动车组8,000千瓦的输出功率和最高420吨的整备重量，其19千瓦/吨的额定功率达到ICE-1列车的两倍之多。此外，ICE-3列车也能比其前任车型更加胜任大坡度的定期运营任务。截至2008年的运行图调整，它是唯一能在科隆-莱茵/美因铁路中高达40‰的坡道运行的客运列车，因此通过该线路的所有客运班次几乎都使用ICE-3列车担当。
通过被分配至多个轮轴的加速功率可以降低粘着系数，因此列车最大轴重的平均配重被减轻至17吨。前者使动轮获得较小的空转倾向，从而得以在牵引力条件不理想的情况下实现更好的加速性能。通过减轻重量还可以获得较低的道床载荷。采用底部技术的优点在于，被安装在客舱下方的动力总成可以通过隔音板获得较佳的隔音效果。但其缺点则是动车组无法分离使用，以及自身较高的侧风敏感度。这个概念还允许乘客在列车两端获得清晰的线路视野。坐在休息室的乘客可以通过驾驶室的玻璃隔板眺望列车的前方或后方景观。同时，座椅数也会比相同长度的列车提高约15%。

### 其它特点

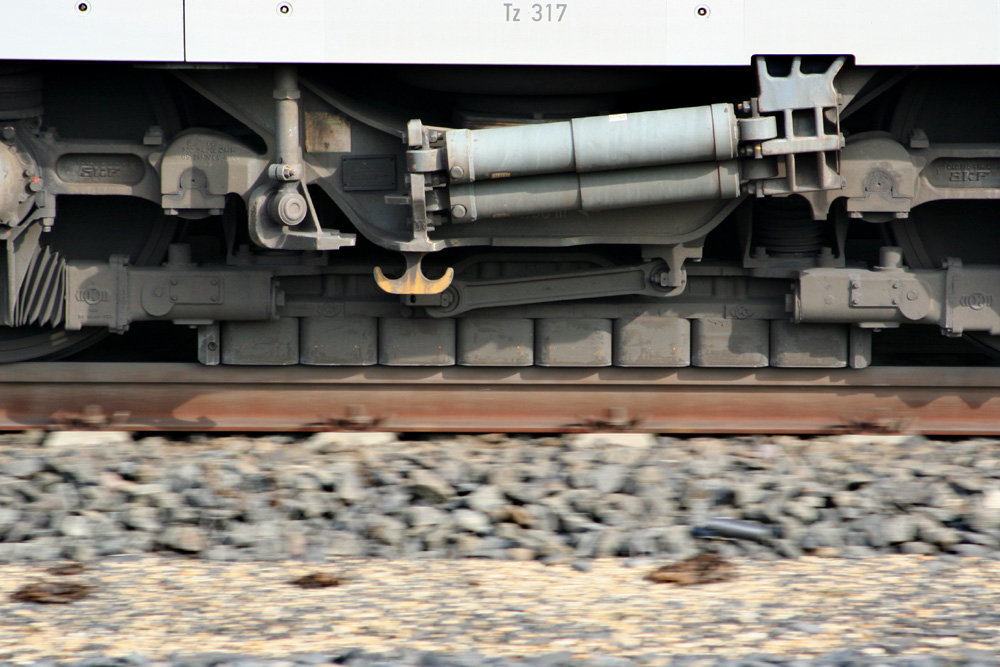
工作中的ICE-3列车涡流制动。带有磁块的横杆被降低至离轨道仅几毫米处

ICE-3列车是欧洲首个配备涡流制动器的量产列车。涡流制动可以在新造的科隆-莱茵/美因高速铁路和纽伦堡-因戈尔施塔特高速铁路中作为正常制动使用，也可以在其它线路用作紧急制动的强化使用。每组列车的涡流制动的最大功率为800千瓦。每个从动转向架上都安装有两块1,290毫米长的磁块，每组列车产生的涡流制动力可达200千牛。
ICE-3列车也是欧洲首个集成“吸能缓冲区”的高速列车。列车连接器可在发生碰撞的情况下，将所产生的动能有针对性的传递至车厢连接处的可变形元件。驾驶室前端的三级制圆柱形能量吸收器则可控制碰撞能量向下承托。

### 其它技术

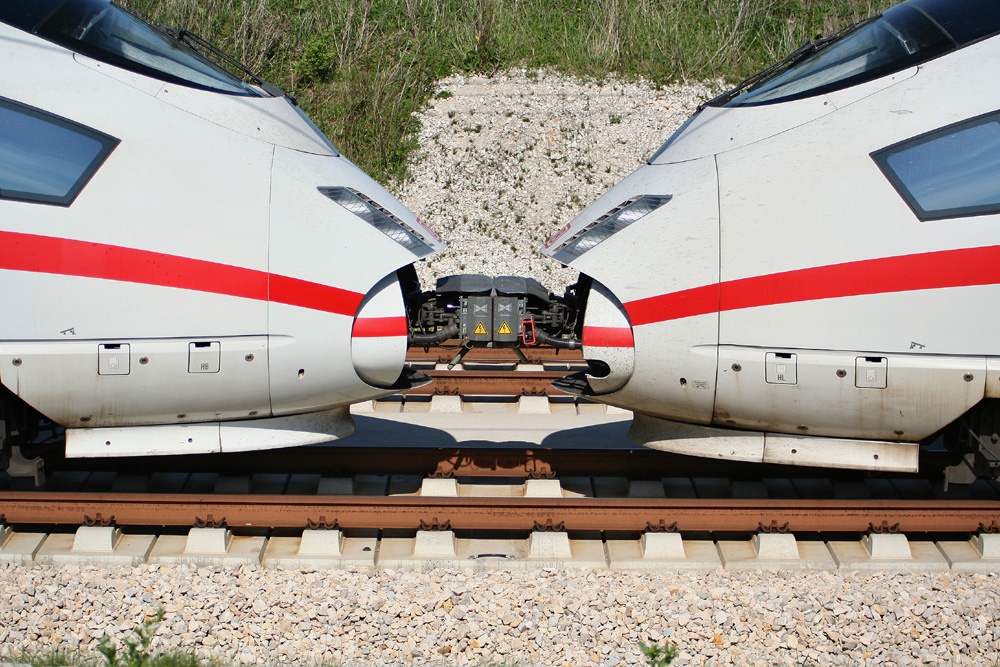
ICE-3列车的连接器

车厢下方的转向架（SGP 500型）是在ICE-2列车的基础上进一步发展而来。动力转向架和从动转向架采用相同的构造，它们仅可通过安装的牵引电动机（动轮）和涡流制动器（从动轮）作出区分。所有轮对均各自承载有两个（403型）或三个（406型）制动闸瓦。
自动化的夏芬伯格式连接器与主空气导管、主风缸导管以及控制和資訊导管相连。共有12个插塞接点和44个弹簧接点相互连接。两组ICE-3列车可以连接成一组重联列车运行。-3列车在原则上还可与列车或列车重联。而更新了软件系统的列车则也可与407型动车组重联。
独立通风的牵引电动机及涡流制动器是通过一个相同的直流电压中间回路供电。电动机的力矩是通过一个扇形齿轮离合器传递至动轮，并做好了加装连杆阻尼器的准备。两节变压器车厢可以通过车顶的特高壓引通線相连，因此仅需要升起一副受电弓便可进行驱动。变压器车厢中两个功率为250千伏安的变流器负责向列车母线输送670伏特的直流电压。若其中一个变流器失效，母线会通过相邻的牵引力单元继续相连。车厢照明、车门及制动控制、旅客信息系统以及传动和驾驶装置均由一个110伏特的蓄电池母线供电。蓄电池充电器可在670伏特至110伏特间切换，并可在为母线供电的同时也为蓄电池充电。

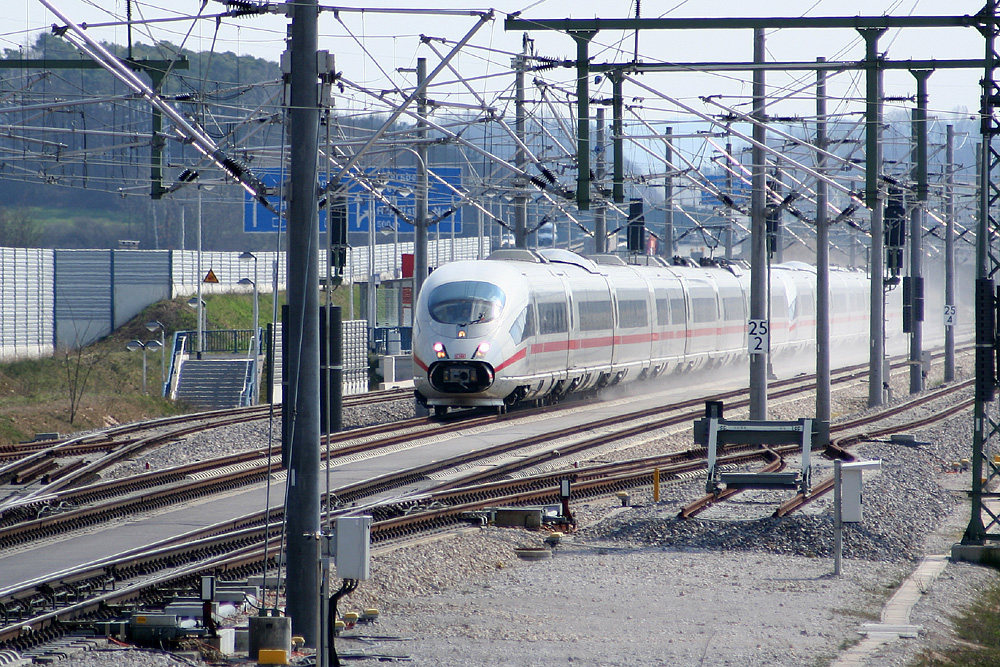
为增强在湿滑轨道上的制动效应，ICE-3会启动放沙装置

列车的制动系统是由制动控制计算机进行控制。大多数的正常制动功率均由再生制动提供，部分则依靠涡流制动支持；16台牵引电动机的最大制动功率总额为8.2兆瓦。盘式制动器仅在低速或加强的正常制动及紧急制动时使用。火车司机也可以根据实际需要对盘式制动器进行切换。在300公里/小时的速度下，紧急制动的制动距离为2,800米；330公里/小时则为3,300米。列车的放沙裝置共可装载440千克的沙子。
列车的控制系统根据列车通信网络构建，这是国际电工委员会在1995年提出的标准草案。数据总线系统采用冗余设计。作为更高级别的系统，两节端部车厢各搭载有两个中央控制装置（Zentrale Steuergeräte，ZSG），负责对两组牵引单元进行控制及监测。诊断資訊会通过这些装置发送至列车乘务员。ZSG还将以往相互分离实现功能的自动驾驶及控制系统、中央路径及速度检测系统（Zentraler Weg- und Geschwindigkeitserfassung，ZWG）、紧急列车停止装置、诊断系统（Diagnosesystem，DAVID）和监测及控制中央处理器（Zentraleinheit für Überwachung und Steuerung，ZEUS）结合在了一起。

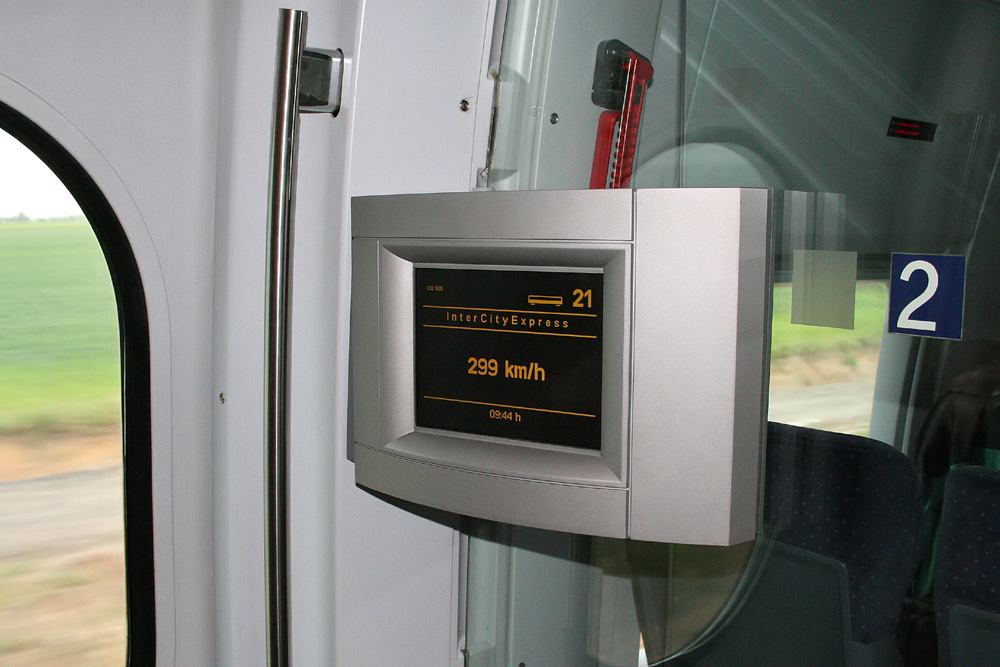
设于车厢入口处的旅客信息系统显示器

旅客資訊系统是由乘务室进行控制。为了配合乘务员的通讯，列车还安装有全车范围内的广播设备、无线电话和紧急呼叫点。可视通讯则在所有的入口区域（内部及外部）提供显示器、以及在每节车厢两端的顶部区域提供LED显示器。其中外部区域会显示列车运行的停站資訊、内部区域会显示列车的实时运行速度，车厢两端的大屏幕显示器则会显示2至3行的公告短文。每排座位上方还设有一个带LED显示器的电子预订系统，用于显示乘客的订座資訊。旅客資訊系统的许多其它构想，例如隨選視訊、电视接收、自动柜员机联网以及车票、门票相关的自动售卖等功能，则尚未实现。
公共通讯，包括乘务室的一台传真机，最初是由C-网进行处理，随后则改为GSM网络。列车的每节车厢都安装了移动信号放大器。一等车厢则还设有服务呼叫按钮。第一批次生产的车型原本配备有时刻表信息终端机，但该功能在后来被停用。
-3列车空调系统的一个特点是采用空氣循環系統。这种方式是经过航空业的应用后，于1991年开始被研究用作铁路车辆空调。经过自1992年起于实验样品上进行的开发，它最终得以在一节ICE-1列车的车厢内进行运行测试。1996年1月，当局决定在ICE-3列车上装备空气辅助的空调系统。相较于ICE-1列车的空调系统，它是采用1,1,1,2-四氟乙烷（R134a）作为制冷剂，可使每节车厢节省约500千克的重量。从属于卤代烷烃家族的R134a同样还能避免全球暖化潛勢。在空调系统经历了多次故障后，其换热器在2003年夏季的调查中被证实为体积过小，而顶部的进风和出风口布置也不利于交换空气。因此，列车在2003年秋季加装了强化设备，它们采用独特的方框结构，于车辆两端的顶部清晰可见，而原来的空调系统则与密闭的车顶齐平。第二批次的列车在出厂时便已完成空调换装，但其顶部结构采用了空气动力学形态。
随着每次沖水量为0.4公升（另有来源称1.5公升）的水消耗量，车内厕所被认为是有利于环境保护的。特殊的轮对吸音器可将轮噪降低5至8分贝。列车还大量使用了阻燃材料。轮对的完全燃烧条件需要达到至少15分钟以上。
根据每年约50万公里的行驶里程，平均每列ICE-3列车在2009年消耗了约百亿瓦时的电能 。与ICE-2列车相比，ICE-3列车的每个席位重量降低了约10%。车梯踏面则根据55至76厘米的月台高度进行了优化。

### 维修保养

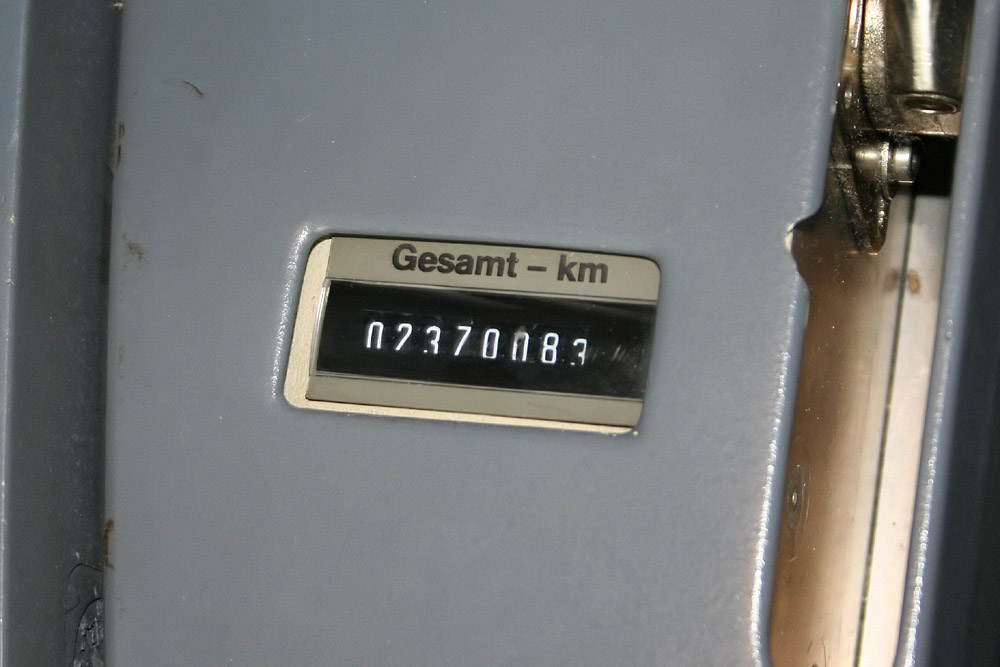
ICE-3驾驶室内的里程计

ICE-3列车在投入运营后均配属于慕尼黑ICE运用车间。列车的保养维护则可分别在法兰克福、慕尼黑、多特蒙德的车辆段以及规模较小的科隆和巴塞尔车辆段进行。ICE-3M列车则配属于法兰克福-格里斯海姆车辆段，只有当地可以提供多电压组件的列车维修服务。出于此原因，法兰克福-格里斯海姆的维修场地还设有可为4种运行电压供电的高架电缆。
据德国铁路介绍，每年用于每组ICE-3列车的维护费用将超过百万欧元。列车在行驶里程达到165万公里后所进行的必要大修则需花费约120万欧元，它们会在德国铁路设于克雷费尔德的维修车间完成。
在2003年，列车已经完成了行驶里程达120万公里的中修（称为600）和240万公里的大修（称为700）。除了这两个大型项目外，其它所有的维护工作均在晚上进行。

## 事故
2018年10月12日早晨，一列由法兰克福开往科隆的的ICE 511次列车（ICE-3 Tz 326編組）在行驶至德国南部地区迪尔多夫镇附近时，02号车内发生电器设备故障致车厢起火，02号车整节车厢及01号车后部被烧毁，车上约510名乘客安全疏散。事故造成几名乘客轻伤，并导致锡格堡与蒙塔鲍尔之间一段线路和附近的高速公路关闭、部分车次延误和取消。值得一提的是，该事故与2018年1月25日发生在中国的G284/281次列车起火事件相似，G284/281次列车起火事件中涉及车型为CRH380BL，为ICE-3列车的衍生版（发展自西门子Velaro平台），且G284/281次列车也是02号车内电气设备故障起火，与此次事故原因相同。

## 外部連結
维基共享资源上的相關多媒體資源：ICE-3列車